# Meine liebe Rabenmutter (Buch)
Meine liebe Rabenmutter (Originaltitel: Mommie Dearest) ist der Titel der 1978 erschienenen Autobiografie von Christina Crawford. Es ist außerdem der Titel eines auf dieser Autobiografie beruhenden Filmes. Das Buch beschäftigte sich als eines der ersten mit dem Thema Kindesmisshandlung und entfachte eine Diskussion darüber in der amerikanischen Öffentlichkeit.

## Handlung
In dem Werk beschreibt Christina Crawford die Beziehung zu ihrer Adoptivmutter Joan Crawford und stellt dabei unter anderem folgende Behauptungen auf:
- Sie sei von ihrer Adoptivmutter körperlich und seelisch misshandelt worden.
- Ihre Adoptivmutter sei Alkoholikerin gewesen.
- Ihre Adoptivmutter sei nur an ihrer Karriere interessiert gewesen und habe ihre Kinder nur aus Publicity-Gründen adoptiert.
- Joan Crawford habe ein sexuell ausschweifendes Leben mit häufigem Partnerwechsel geführt.

## Reaktionen
Das Buch erweckte ein enormes öffentliches Interesse. Einige von Joan Crawfords Freunden hatten Zweifel am Wahrheitsgehalt des Buches. Van Johnson, Ann Blyth und insbesondere Myrna Loy verteidigten Joan Crawford. Kritiker warfen Christina Crawford vor, die Fakten übertrieben dargestellt zu haben. Douglas Fairbanks junior, Joan Crawfords erster Ehemann, sagte, die Joan Crawford, die er kenne, sei nicht die in dem Buch beschriebene Person. Cindy und Cathy Crawford, zwei jüngere Adoptivtöchter von Joan Crawford, sagten auch, sie könnten sich nicht an die im Buch geschilderten Ereignisse erinnern. Dagegen bestätigte Joans Adoptivsohn Christopher Crawford Christinas Geschichte.
Andere Personen aus Joan Crawfords Umfeld wie Helen Hayes, June Allyson und Betty Hutton bestätigten, dass sich einige der im Buch geschilderten Ereignisse tatsächlich zugetragen hätten. Hutton hatte früher in der Nachbarschaft gewohnt und sagte, sie habe miterlebt, wie Crawford ihre Kinder misshandelt habe. Sie habe ihre eigenen Kinder ermuntert, mit Christopher und Christina Crawford zu spielen, um sie von der Situation in ihrem Elternhaus abzulenken. Eve Arden bezeichnete Crawford sogar als „unfähige Mutter“. Sie sei Alkoholikerin mit einem unberechenbaren Temperament gewesen.
Auch Maria Riva, die Tochter Marlene Dietrichs, erinnert sich in ihrem autobiographischen Buch Meine Mutter Marlene daran, wie ihre  Mutter sich während der Zeit bei Paramount Anfang der 30er Jahre abfällig über die Konkurrentin Crawford äußerte, diese schlage ihre Adoptivkinder und jeder wisse es. Sie zitiert ihre Mutter: „Diese furchtbare, vulgäre Frau mit den hervorstehenden Augen schlägt ihre Kinder. Sie prügelt sie grün und blau und behauptet dann immer, sie seien vom Fahrrad gefallen! Furchtbar! Alle wissen, was in ihrem Haus passiert, aber was will man von dieser Klasse, dieser billigen Tänzerin schon erwarten?“
In ihrem Buch Understanding the Borderline Mother vermutet Autorin Christine Ann Lawson, Joan Crawford sei Borderlinerin gewesen.

## Verfilmung
Meine liebe Rabenmutter wurde 1981 mit Faye Dunaway in der Hauptrolle verfilmt. Regie führte Frank Perry. Das Drehbuch stammte von Robert Getchell.

## Editionen
- Mommie Dearest, William Morrow & Co., 1978, ISBN 0-688-03386-5, hardcover
  - deutsche Fassung: Meine liebe Rabenmutter. Goldmann, München 1992, ISBN 3-442-12409-3 (übersetzt von Rolf Jurkeit).
- Mommie Dearest, Seven Springs Press, 1997, ISBN 0-9663369-0-9, expanded edition, paperback.